# Cimetière de Laeken
Pour les articles homonymes, voir Laeken (homonymie).
Le cimetière de l’ancienne commune de Laeken à Bruxelles est le plus ancien des cimetières bruxellois encore en fonction. Il est aussi le plus connu internationalement pour la richesse du patrimoine funéraire qu’il contient.
C’est également le dernier cimetière de la région bruxelloise du type « paroissial », établi autour d’une église suivant l’ancienne coutume chrétienne d’ensevelir les morts à proximité des vivants. Les autres cimetières de cette catégorie ont été remplacés par des cimetières communaux installés aux époques de leurs fondations en dehors des zones urbanisées.

## Description
L’installation de la famille royale à Laeken en 1831 et, plus encore, l’inhumation de la reine en 1850, augmentent l’attrait de la localité et de son cimetière ; à ces occasions, sa superficie sera portée respectivement à 1,23 ha, puis à 2,46 ha.
Malgré ces extensions, l’accroissement de la population provoque la saturation du cimetière vers le milieu des années 1870. L’ingénieur et échevin Émile Bockstael, futur bourgmestre de la commune, imagine un important réseau, long de plusieurs centaines de mètres, de galeries funéraires souterraines qui suivent le tracé des allées de surface. Différents monuments en permettent l’accès : l’un d’entre eux, dont la construction en 1879 a été supervisée par Bockstael, sera transformé une quarantaine d’années plus tard, pour abriter son tombeau. En 1930, un columbarium Art déco, conçu par l’architecte François Malfait, servira de nouvelle entrée aux galeries.

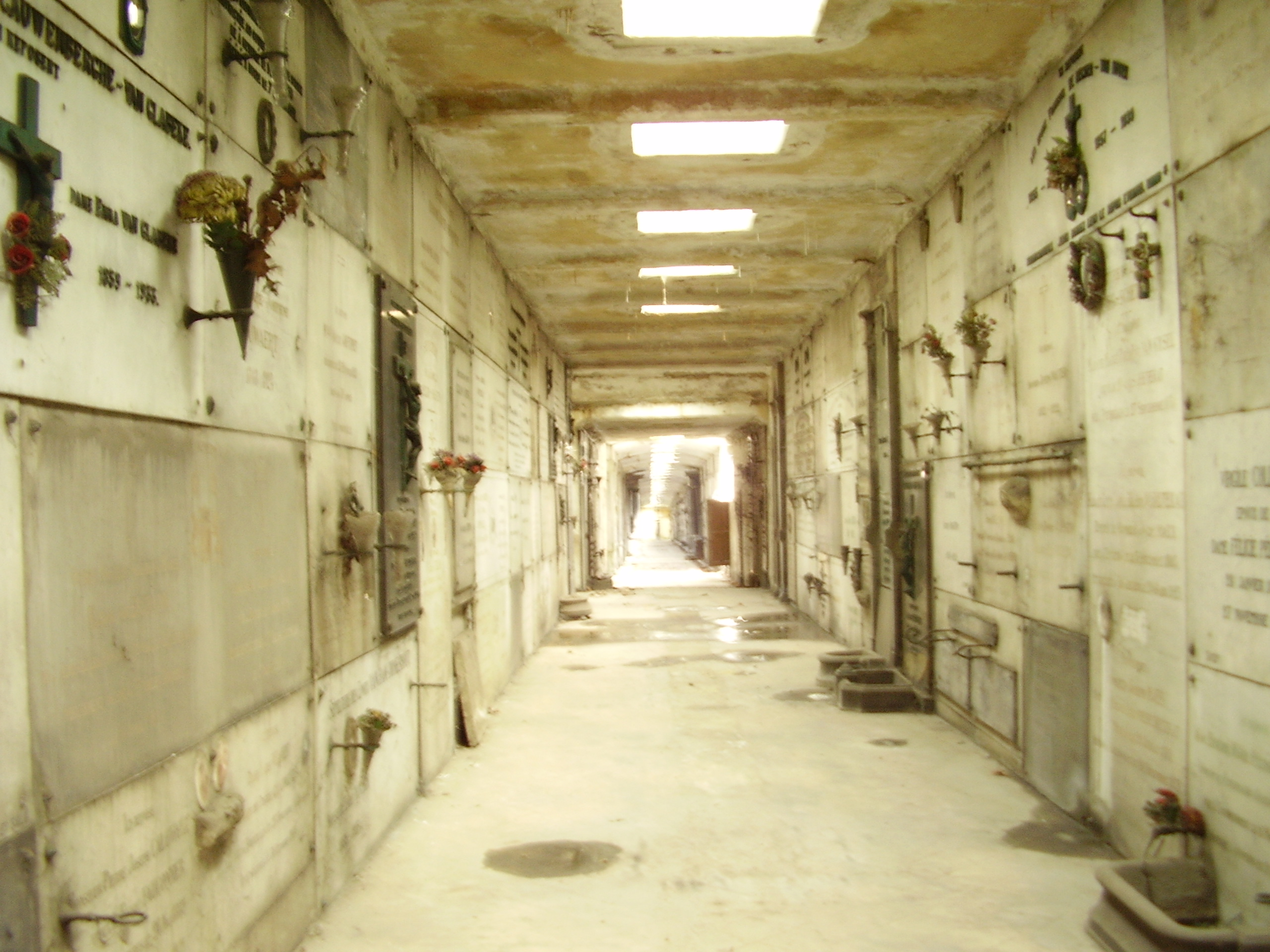
Crypte.

Une dernière extension sera encore réalisée après la Seconde Guerre mondiale pour y installer un carré d’honneur militaire.
Dès le début du XXe siècle, on prend l’habitude de comparer le cimetière au Père Lachaise parisien. Tous ceux dont le nom avait, depuis l’indépendance de la Belgique, acquis quelque notoriété tenaient à être enterrés à Laeken et à se distinguer par un monument funéraire qui ne les ferait pas confondre avec le commun du peuple.

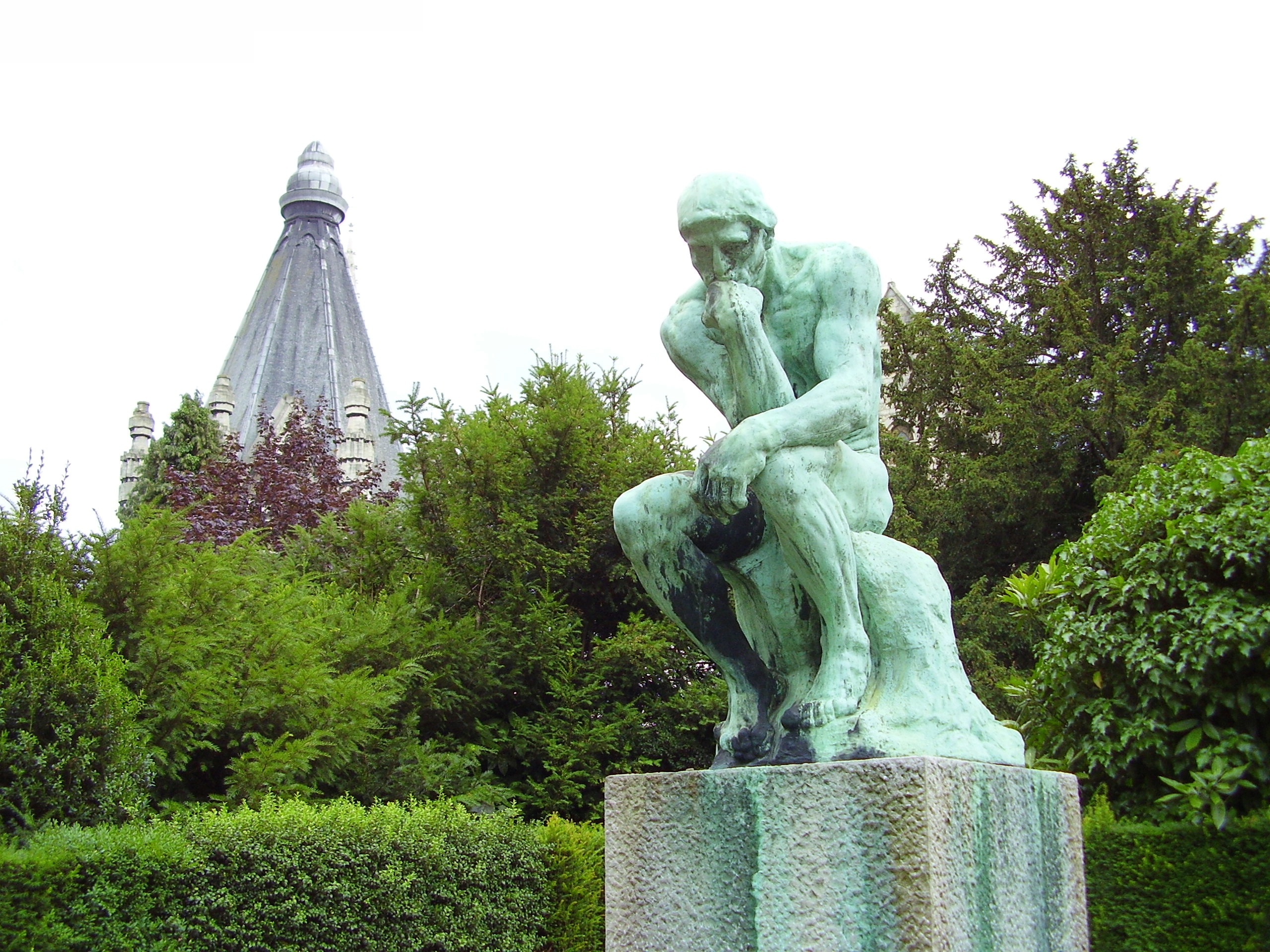
Le Penseur dans le cimetière de Laeken.

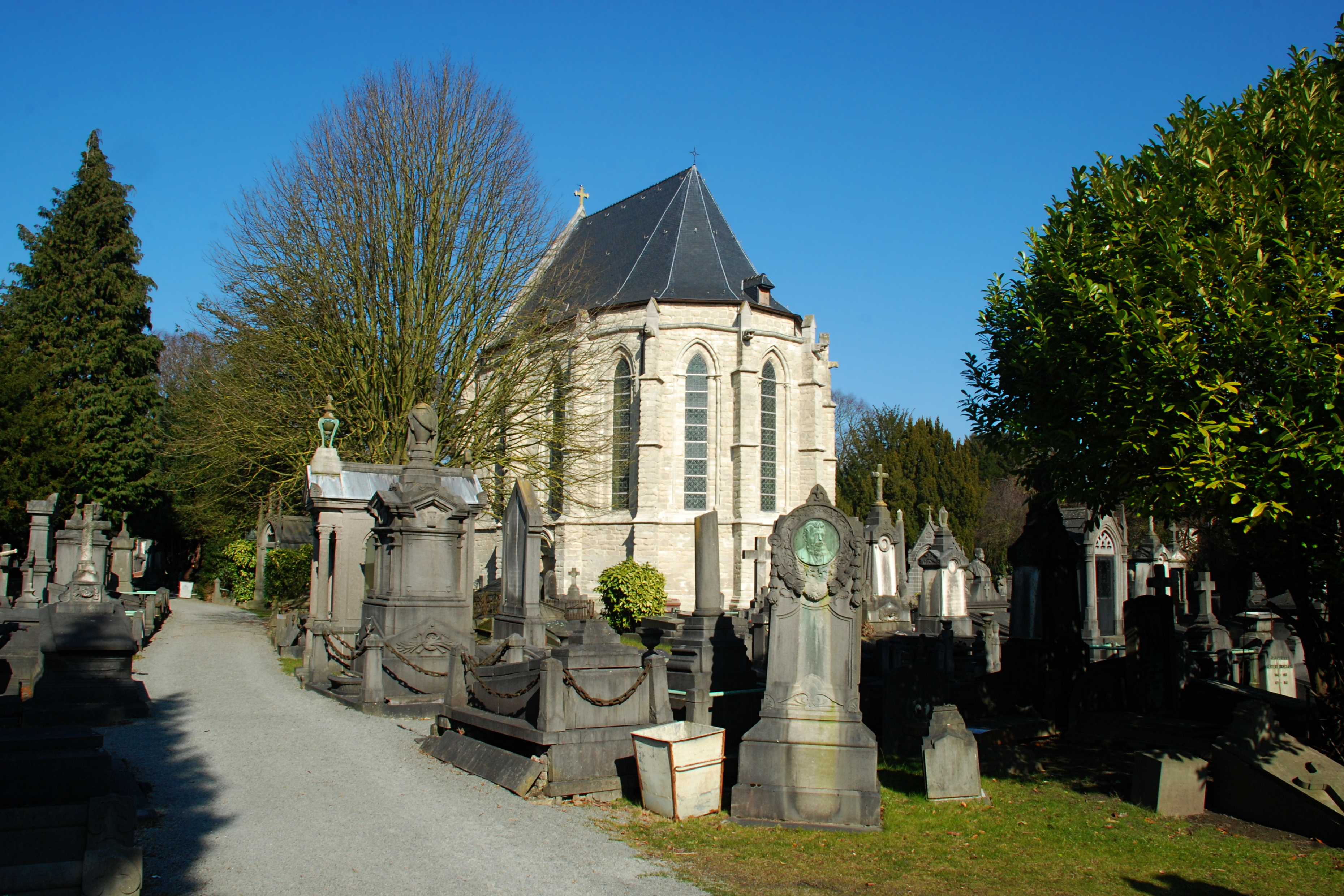
Le chœur de l'ancienne église Notre-Dame de Laeken au milieu du cimetière.

On trouve, gravé dans la pierre, une profusion de titres nobiliaires, de hauts grades militaires ou de fonctions civiles, bourgmestres, ministres ou conseillers.
La statuaire est l’œuvre des sculpteurs les plus en vue de l’époque, comme le monument funéraire de Louis-Joseph Ghémar réalisé par le sculpteur Albert-Ernest Carrier-Belleuse, maître de Rodin. Un exemplaire du Penseur de Rodin est présent sur la tombe de Joseph Dillen, marchand d'art. De nombreuses jeunes pleureuses de pierre ou de bronze, vêtues de voiles s'étendent sur des tombes surmontées des bustes représentants les notables dont le décès est censé être la cause de leur désespoir. De nombreux monuments ont été réalisés dans l'atelier du sculpteur et tailleur de pierre Ernest Salu (1845-1923) et celui de ses fils, atelier situé juste à côté de l'entrée du cimetière et devenu aujourd'hui maison particulière et musée d'art funéraire.
L'ancienne église Notre-Dame de Laeken est situé au milieu du cimetière. Il n'en reste que le chœur.

## Personnalités
Parmi les personnalités inhumées à Laeken :
- Certains bourgmestres de Bruxelles comme Nicolas-Jean Rouppe (1769-1838), André-Napoléon Fontainas (1807-1863), ou de Laeken tel Charles-Joseph Herry (1805-1879), Émile Bockstael (1838-1920) et François-Jean Wyns de Raucour(t) (1779-1857).
- Des architectes, tels qu'Alphonse Balat (1818-1895), Léon Suys (Palais de la Bourse de Bruxelles), Jan Baes (1848-1914, Théâtre royal flamand de Bruxelles) ou Joseph Poelaert, dont le monument est un rappel en réduction du portail du Palais de Justice de Bruxelles qu’il a conçu.
- Des artistes, parmi lesquels la cantatrice María-Felicità García dite la Malibran (1808-1836), morte en scène, épouse du violoniste Charles-Auguste de Bériot (1802-1870), inhumée dans une chapelle construite par l’architecte Tilman-François Suys ; la pianiste virtuose Marie Pleyel (1811-1875), belle-fille du compositeur Ignace Joseph Pleyel; les peintres François-Joseph Navez (1787-1869), Ignace Brice (1795-1866), Jean-François Portaels (1818-1895), Louis-Joseph Ghémar (1819-1873), Fernand Khnopff (1858-1921); les écrivains Iwan Gilkin (1858-1924) et Michel de Ghelderode (1898-1962).
- Le cinéaste Gaston Schoukens (1901-1961).
- Le chirurgien Baron Louis Seutin, un des fondateurs de l'université de Bruxelles (U.L.B.) et de l'Académie royale de médecine, le plus important parmi les rénovateurs de la médecine belge au XIXe siècle (1793-1862).
- L'ingénieur Camille Jenatzy (1868-1913), premier pilote à avoir dépassé les 100 km/h en automobile.
- Marguerite De Riemaecker-Legot (1913-1977), ministre d'état et première femme ministre de Belgique.
- Famille Bockstael (brabant wallon)
- Famille Parthon de Von
- Plusieurs membres de la famille Meeûs dont Henri-Joseph et son épouse née Marie Magdeleine Van der Borcht.

## Galerie

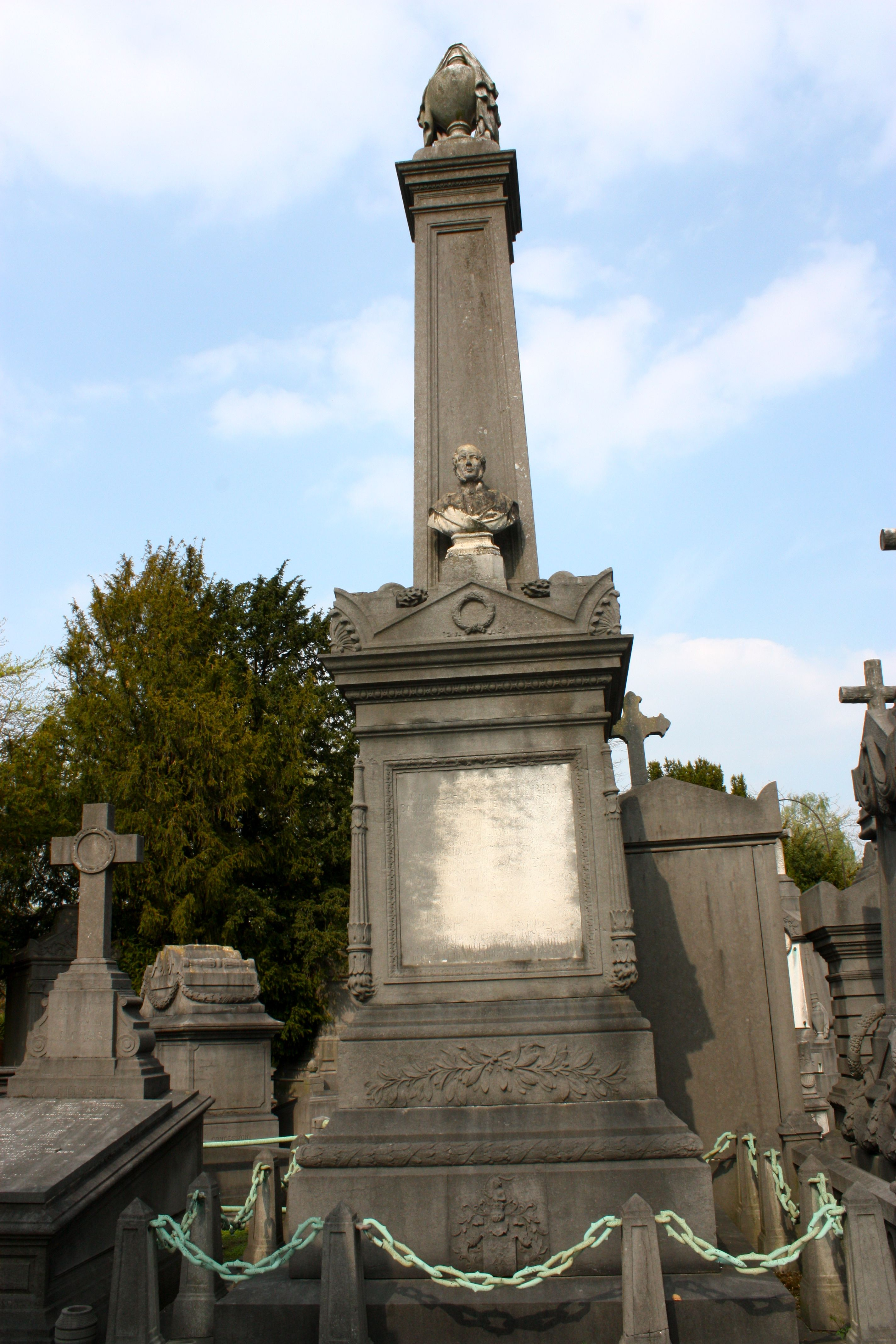
Charles Herry
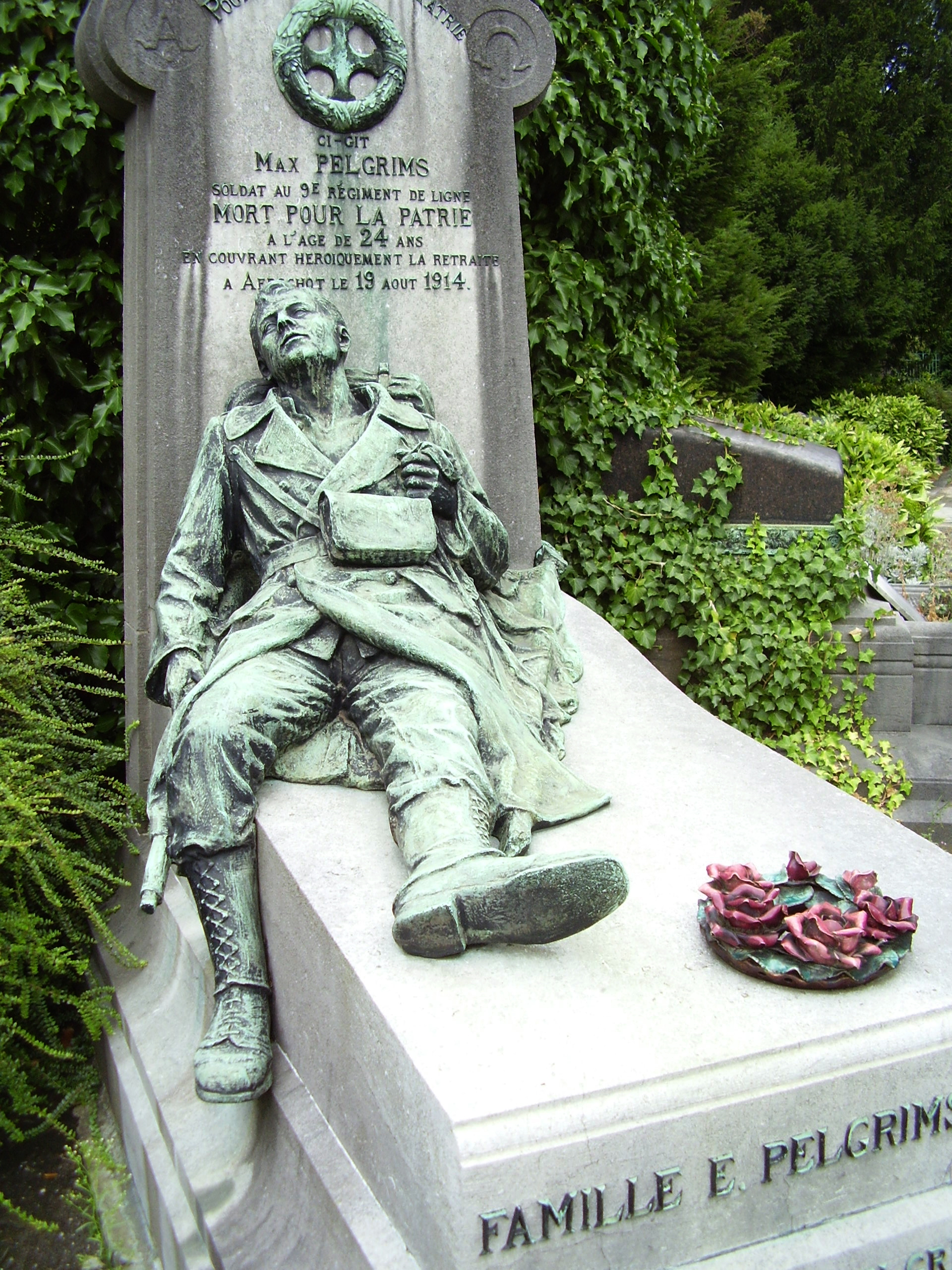
Sépulture du jeune soldat Max Pelgrims, sculpté en expirant
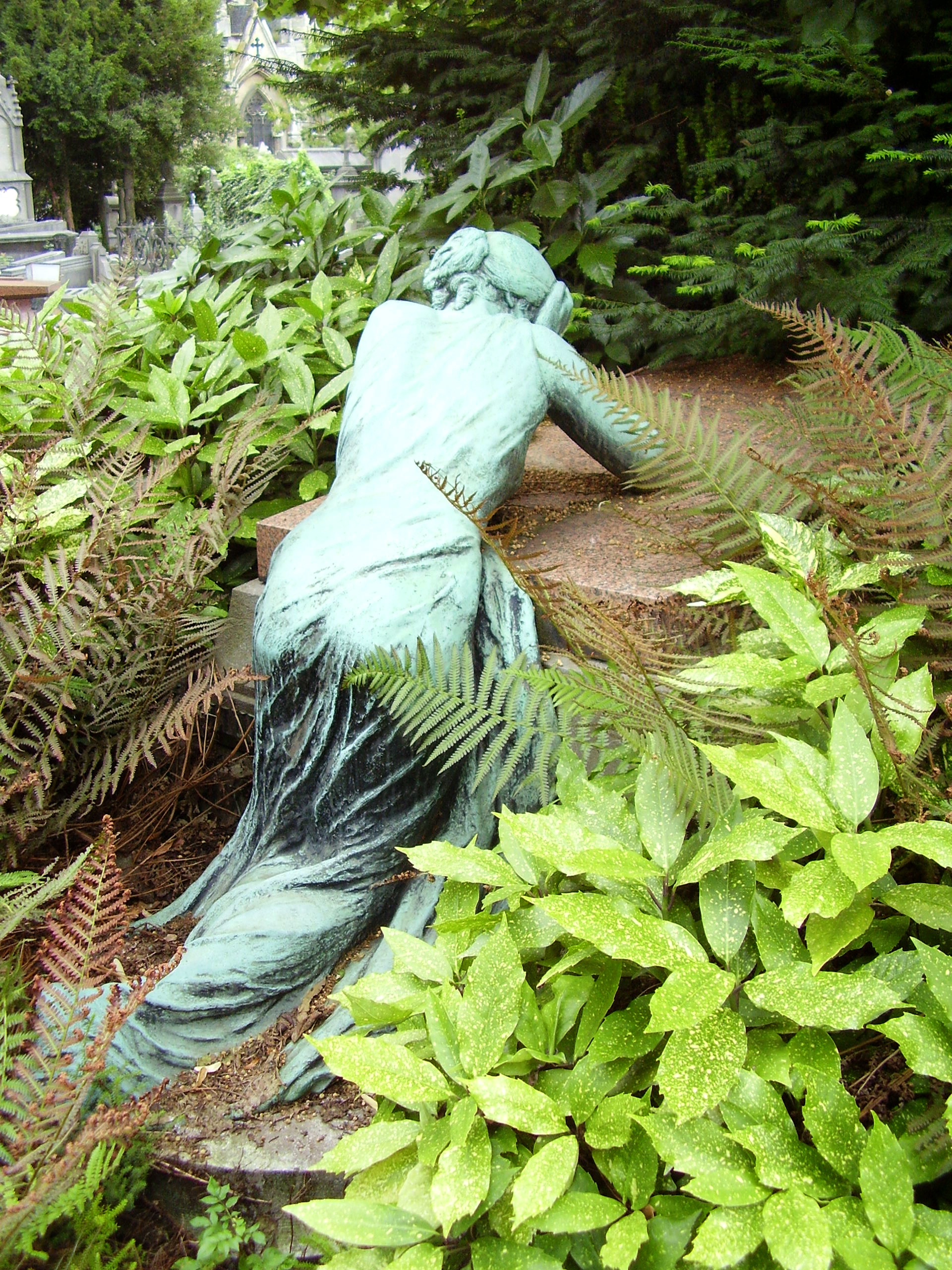
Sculpture de femme à genoux
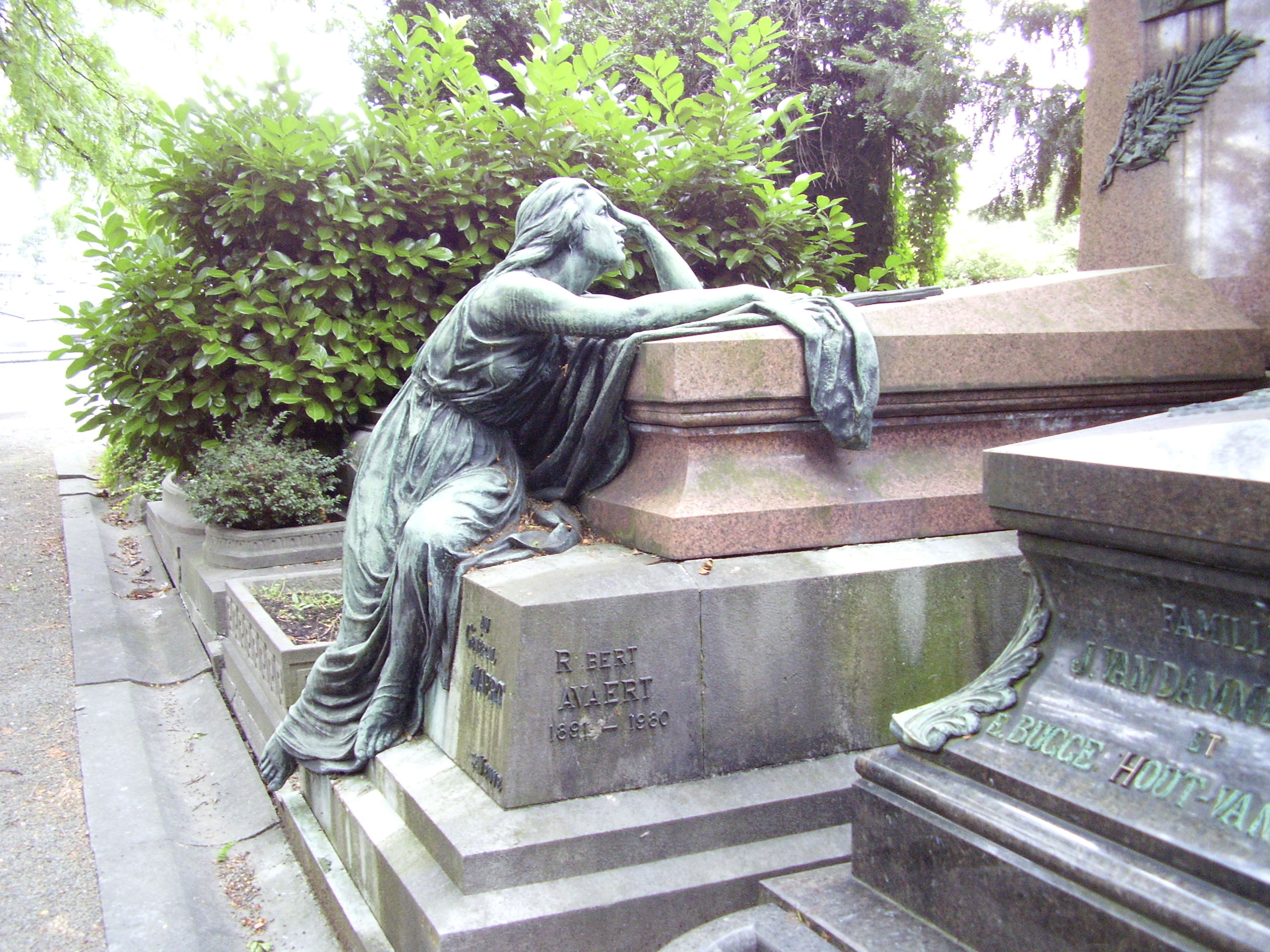
Pleureuse
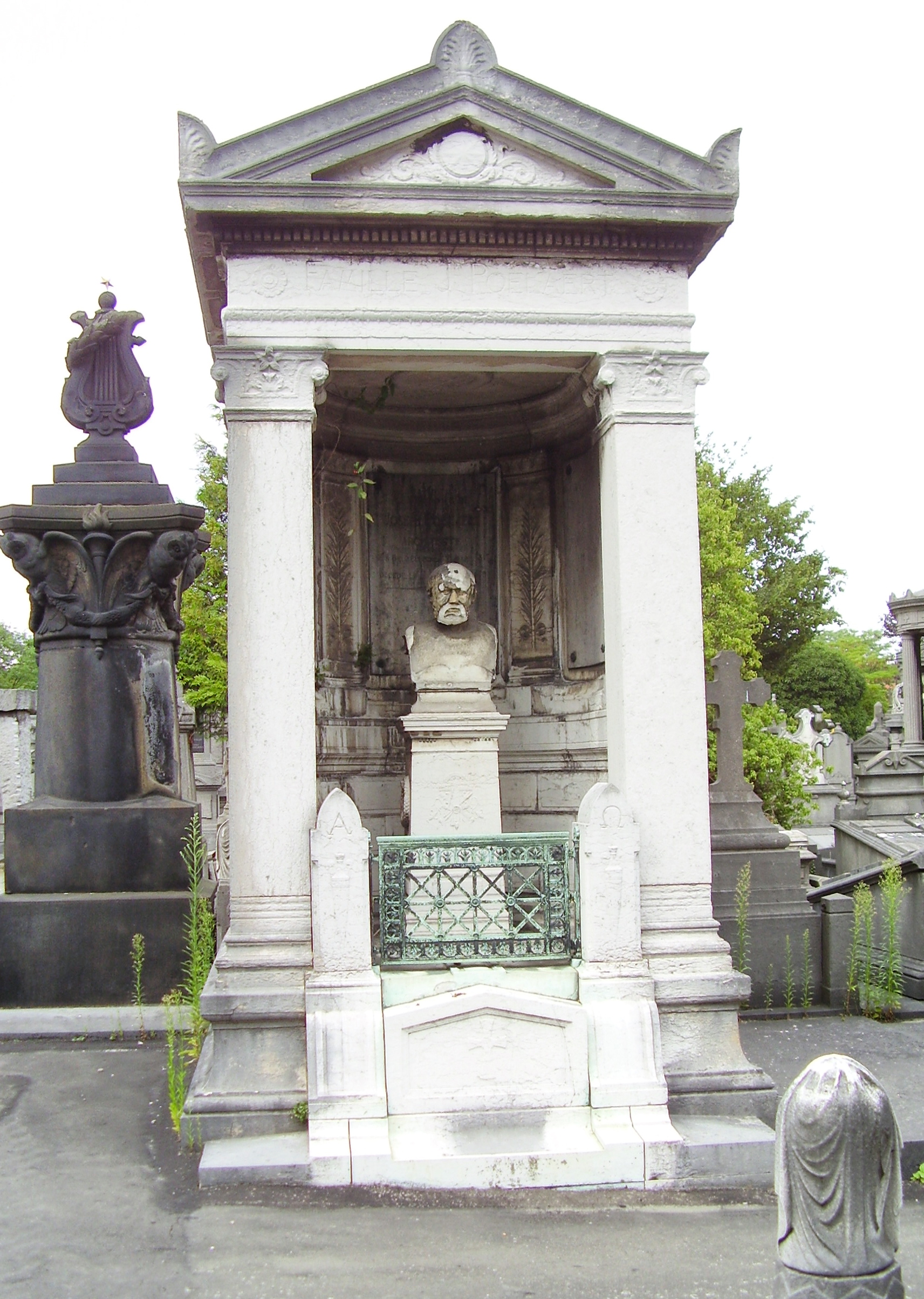
Joseph Poelaert
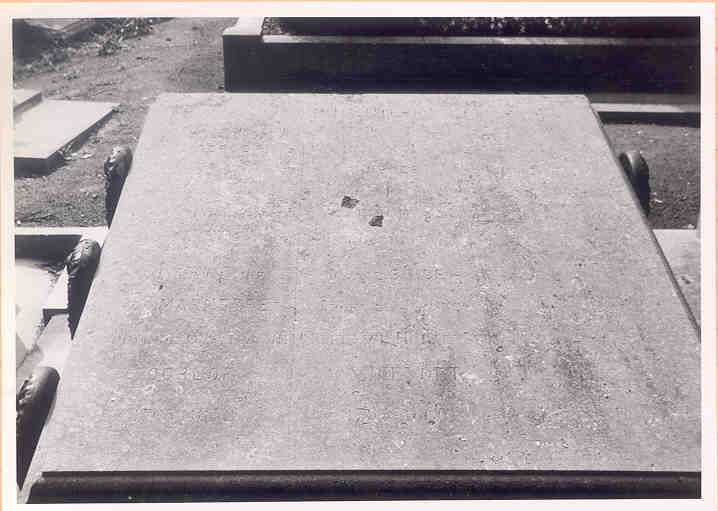
Ignace Brice
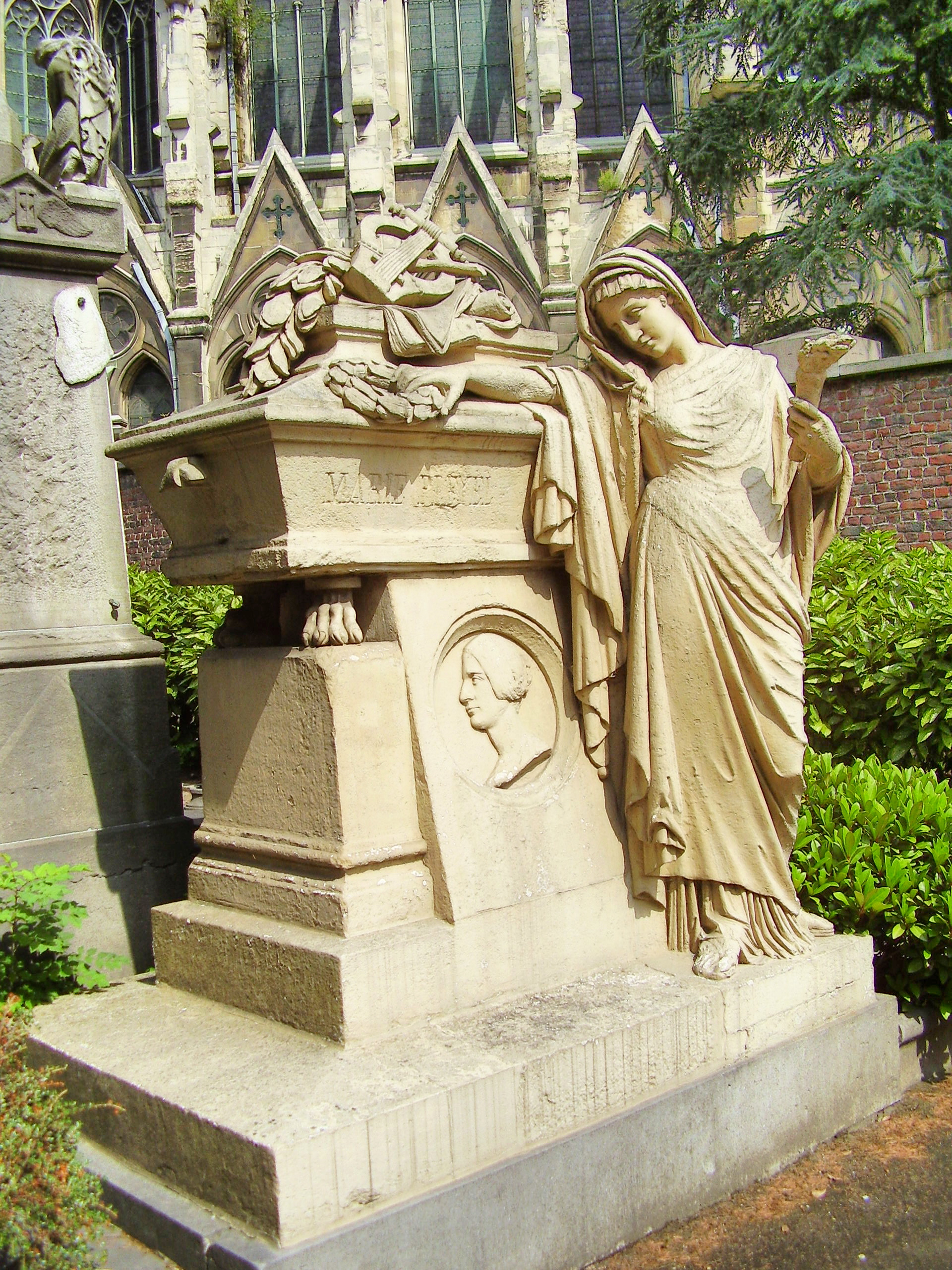
Marie Pleyel
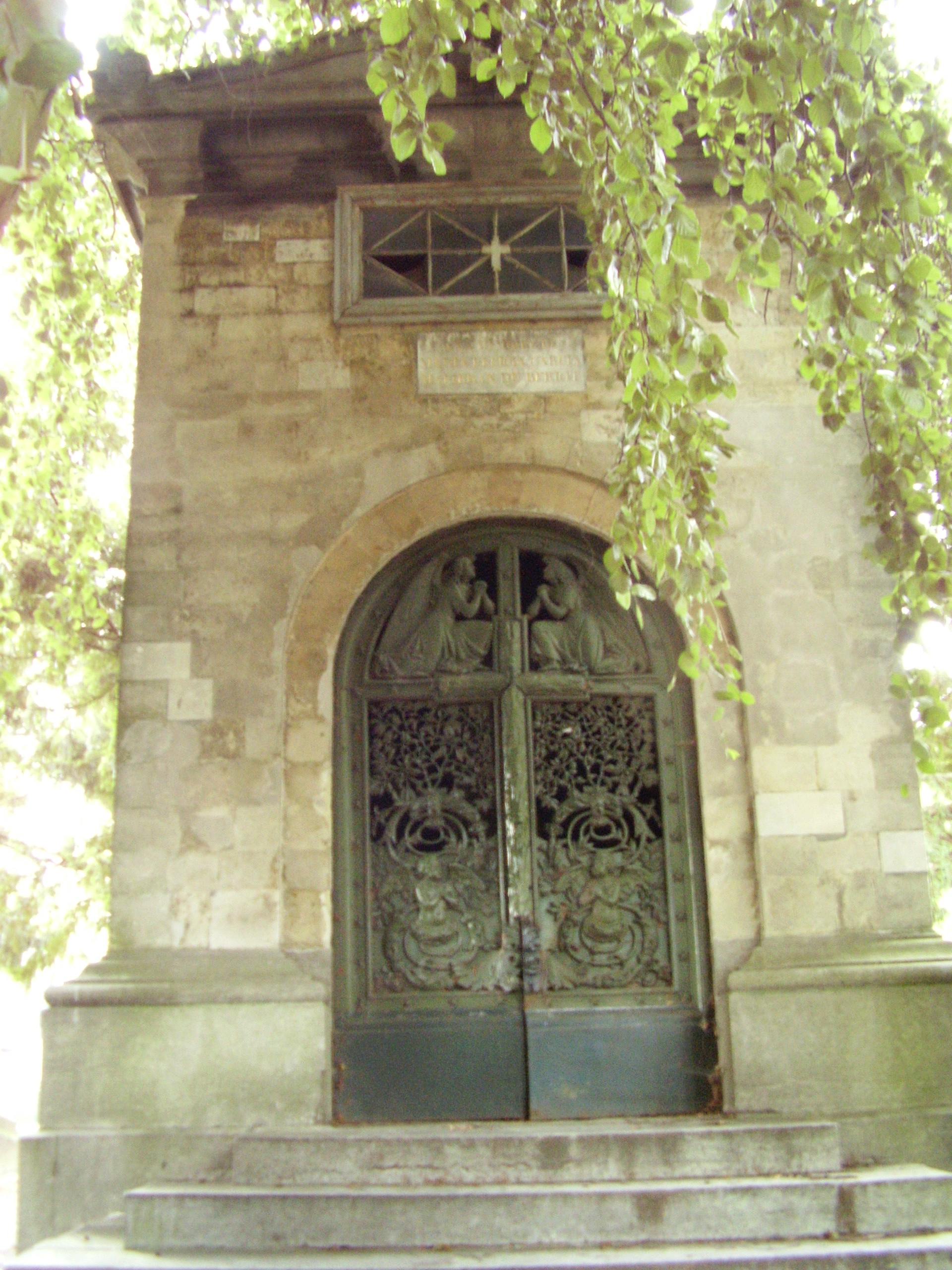
La Malibran
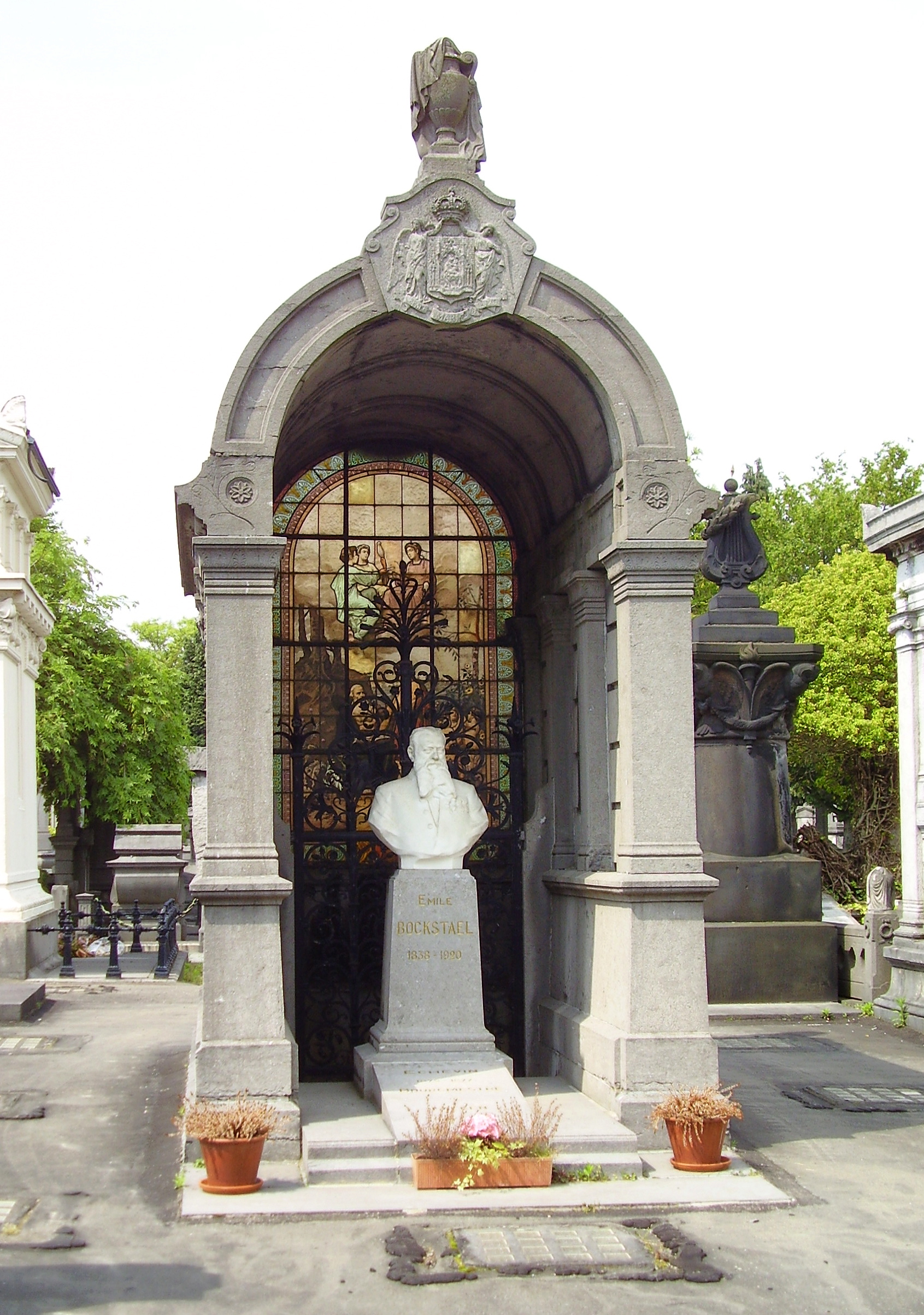
Émile Bockstael
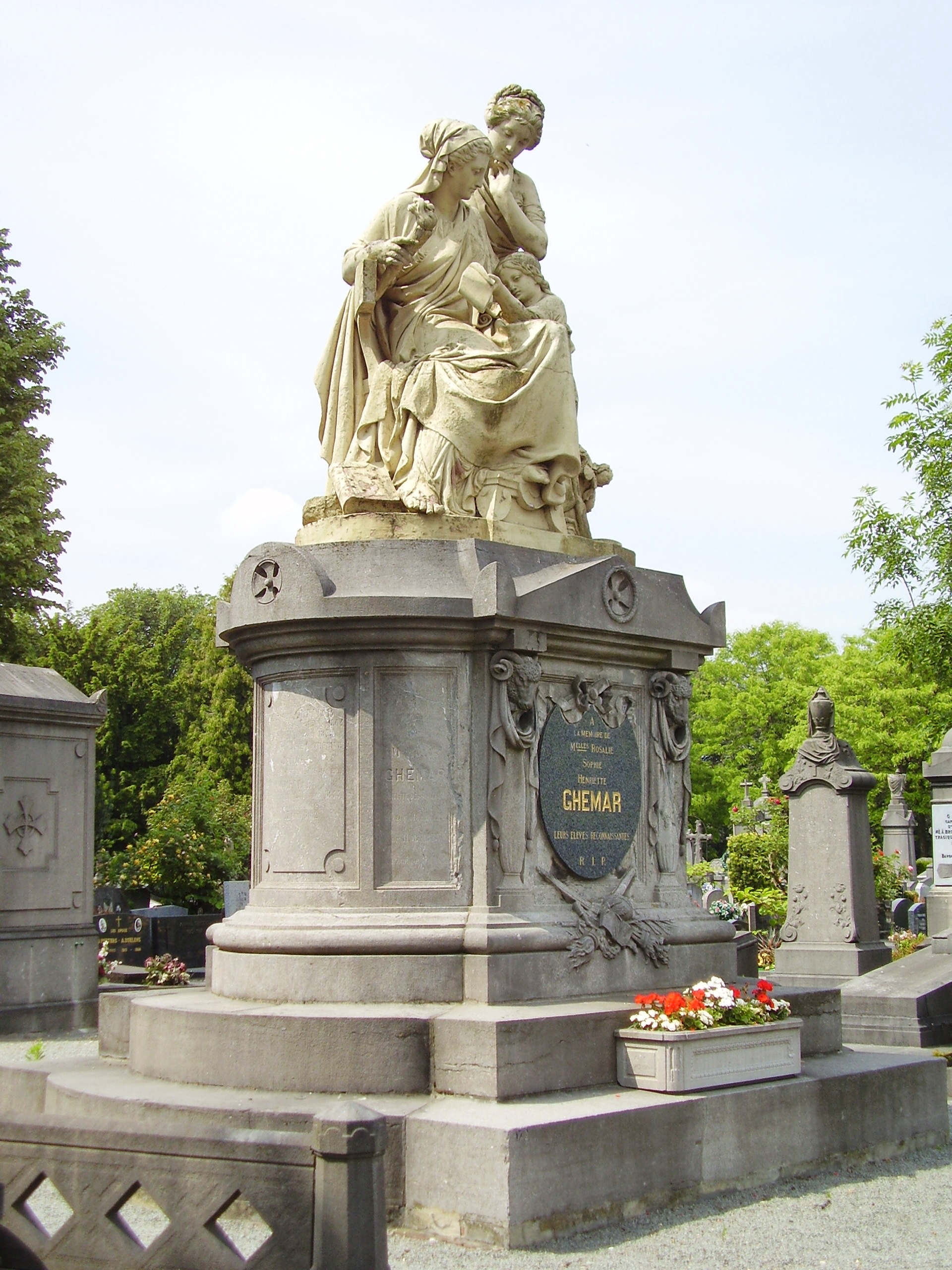
tombe Ghemar, par Albert-Ernest Carrier-Belleuse.
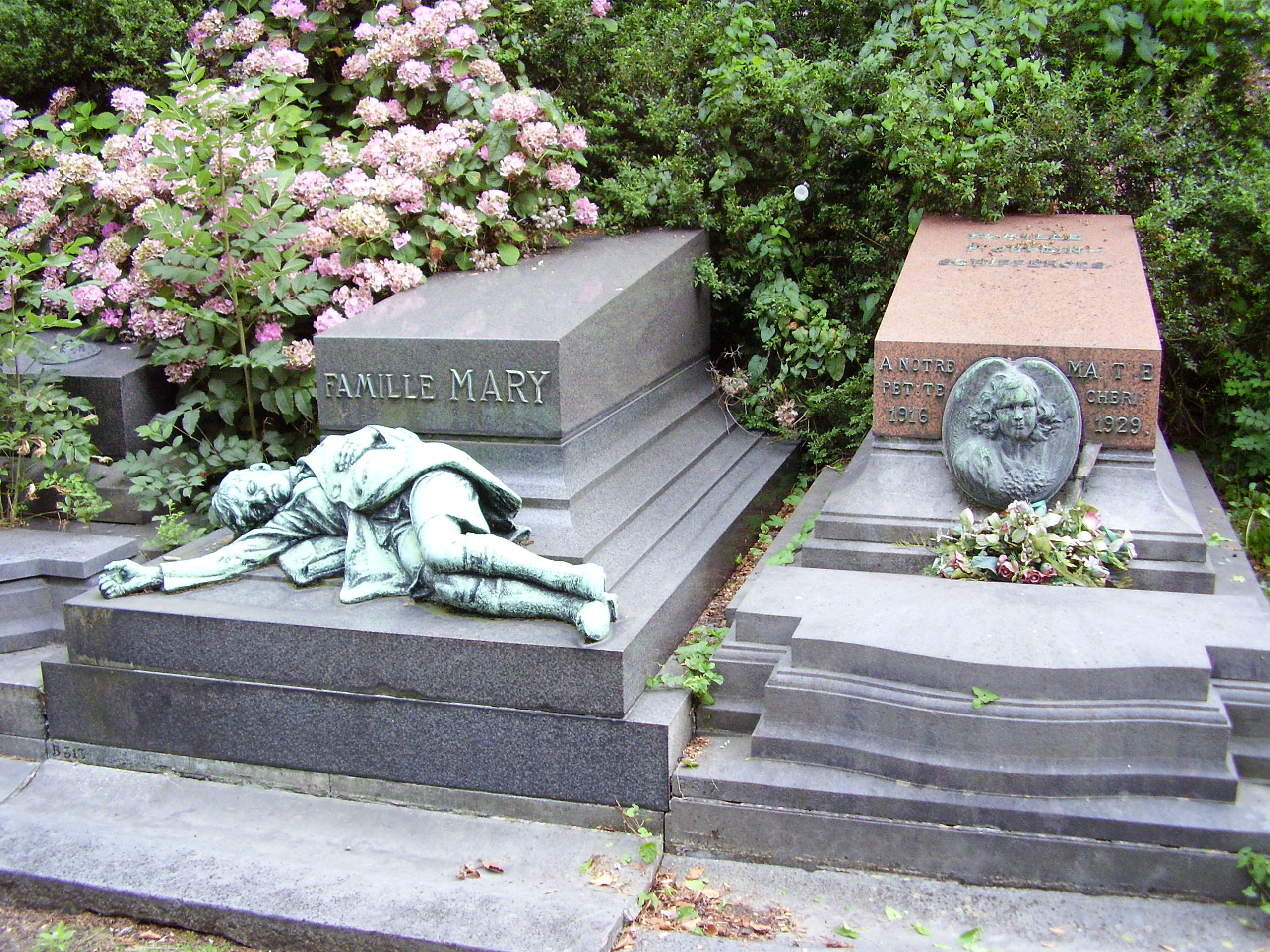
Tombe Mary avec le gisant d'un enfant
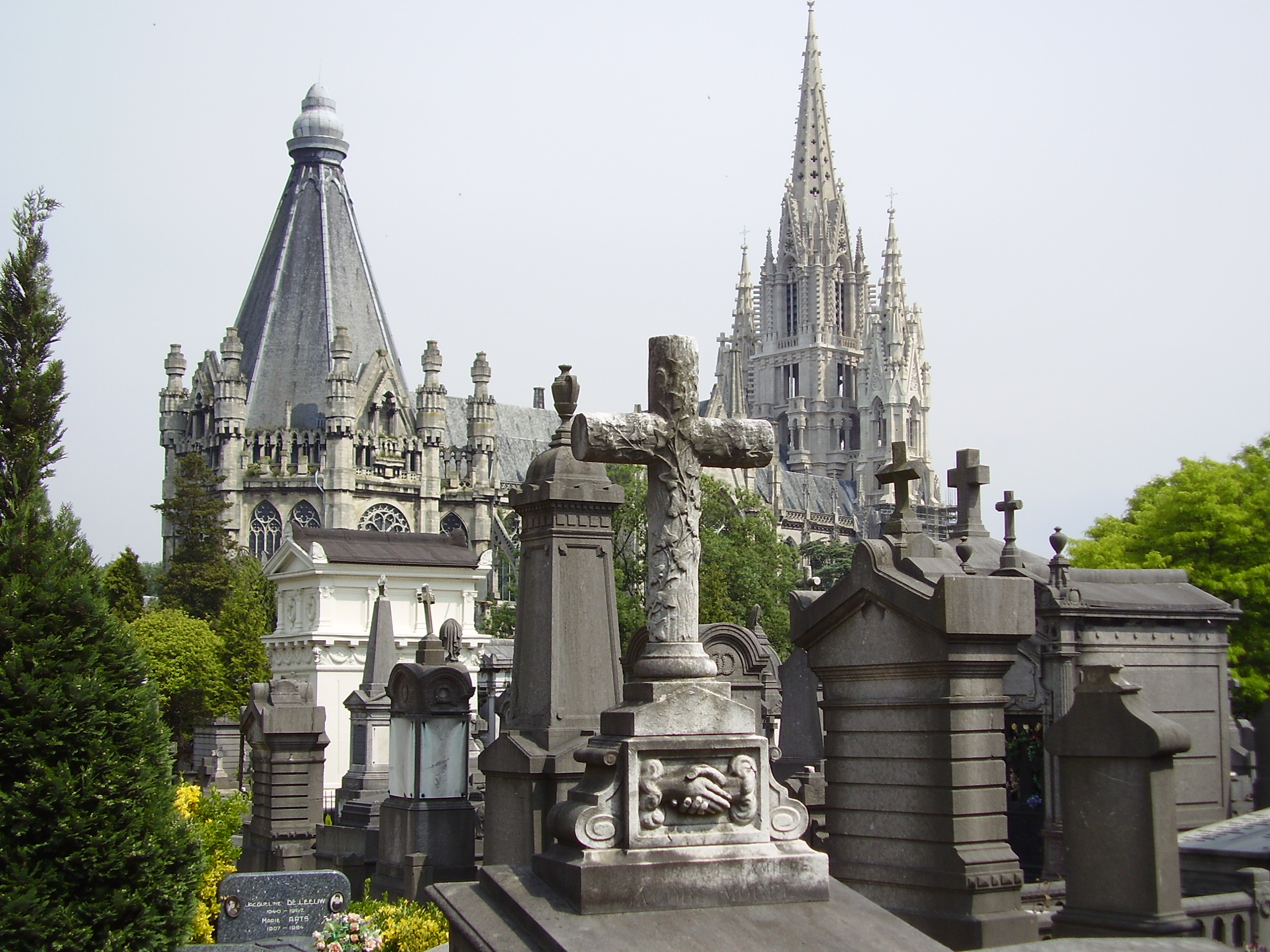
Au fond ND de Laeken
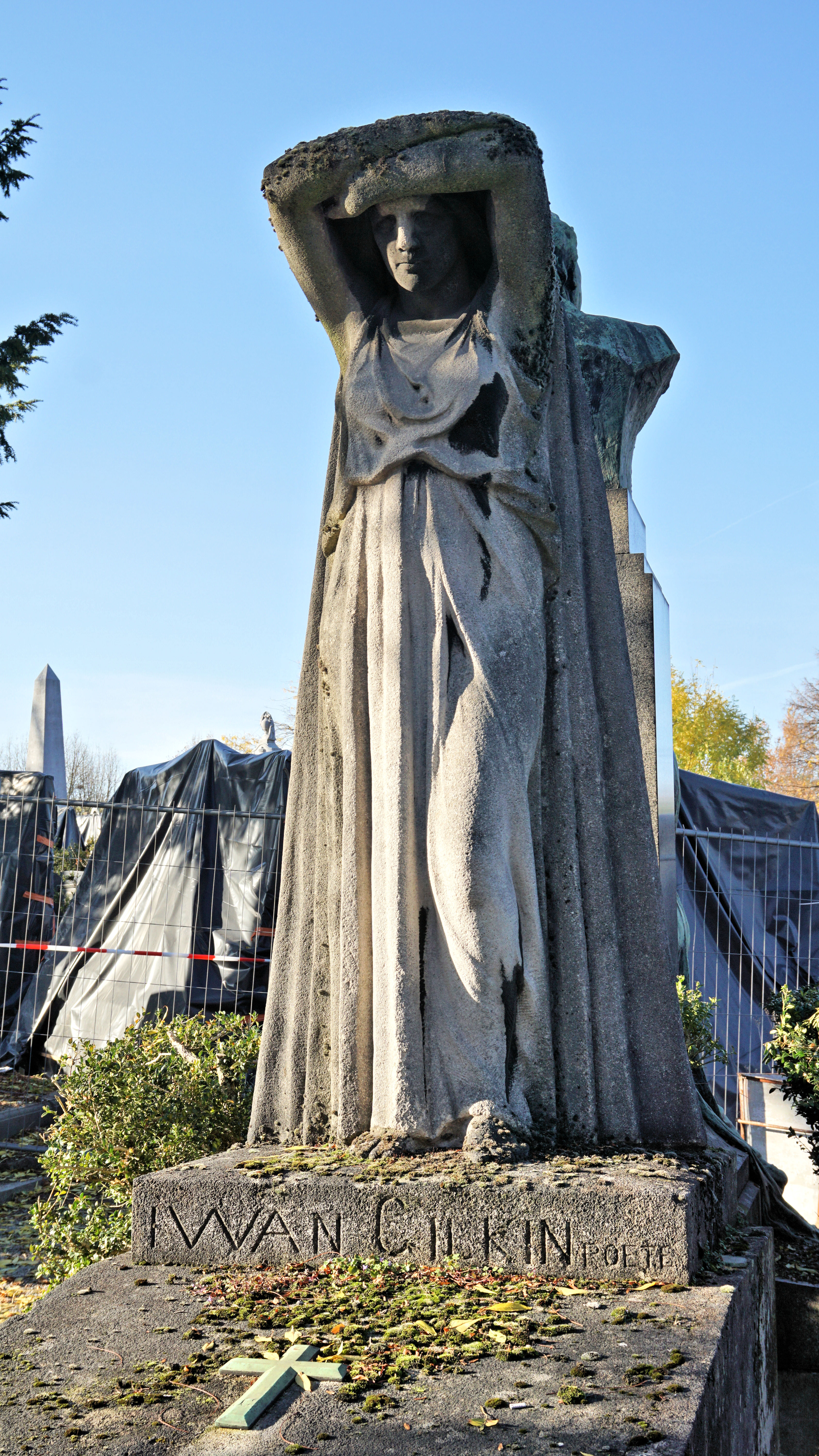
Iwan Gilkin
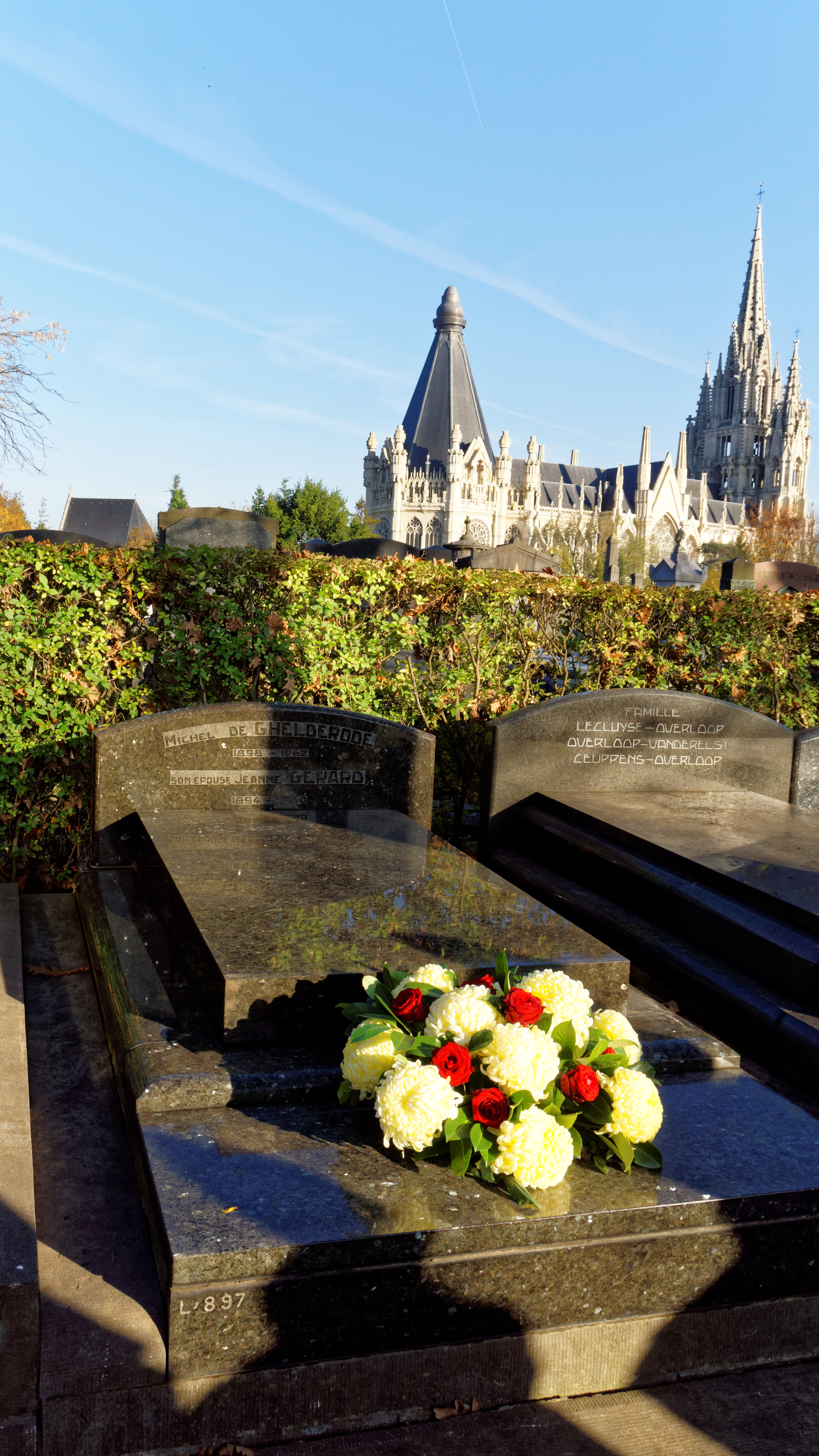
Michel de Ghelderode

## Accessibilité
| ___ | Ce site est desservi par la station de métro : Bockstael. |

## Sources
- Cimetières et nécropoles, éditions de la Région de Bruxelles-Capitale, 2004.
- G.Dt, A Laeken, des catacombes uniques en Europe du Nord, La Libre, 10 novembre 2016, p. 46-47.